# マラト・サフィン
マラト・ミハイロヴィチ・サフィン（Marat Safin, 英語ラテン翻字: Marat Mikhailovich Safin, ロシア語: Мара́т Миха́йлович Са́фин, 1980年1月27日 - ）は、ロシア・モスクワ出身の元男子プロテニス選手、政治家。ATPツアーでシングルス15勝、ダブルス2勝。右利き、バックハンドは両手打ち。
ATPランキング自己最高位はシングルス1位、ダブルス71位。6歳年下の妹ディナラ・サフィナも2009年4月に女子テニス世界ランキング1位になり、マラトとディナラは史上初の“兄妹世界1位”を実現させた。
グランドスラムでは2000年全米オープン男子シングルスと2005年全豪オープン男子シングルスで優勝。デビスカップロシア代表としてデビスカップ2002、デビスカップ2006の優勝に貢献。ロシア男子初のウィンブルドン準決勝進出者。マスターズ・シリーズ優勝5回。

## 来歴
元プロテニスプレーヤーの母親の指導下、父の経営するスパルタ・テニスクラブで練習していたサフィンは、14歳の時にスペインのバレンシアのクラブに移り、さらにトレーニングを積み重ねていった。
経済面で苦しむ中、1997年にプロ入りする。1998年4月から男子テニス国別対抗戦デビスカップロシア代表選手になる。同年の全仏オープンで予選を勝ち上がったサフィンは、本戦の1回戦でアンドレ・アガシ、2回戦で大会前年優勝者のグスタボ・クエルテンを破る大活躍で有名になった。この時は地元フランスのセドリック・ピオリーンとの4回戦まで勝ち進んでいる。この年は全米オープンでも4回戦まで進出し、18歳の早熟な才能を世界にアピールした。
2000年は彼にとって飛躍の年となった。全仏オープンでベスト8に進出し、世界トップ10入りを果たす。同年の全米オープン決勝でピート・サンプラスを6-4, 6-3, 6-3のストレートで破り、20歳の若さで4大大会初優勝を果たした。20歳の若者が、ほぼ完璧な試合内容でサンプラスを打ち破って初優勝したことは大きな評判となり、翌年の5月には第2回ローレウス世界スポーツ賞の最優秀新人賞を授与されている。結局2000年は7大会で優勝し、11月20日付けのランキングで世界1位になるなど（年間最終ランキングは僅差で2位）名実共に世界のトッププレーヤーの仲間入りを果たす。
2001年ウィンブルドン選手権ではベスト8に進み、本大会の優勝者となったゴラン・イワニセビッチに6-7, 5-7, 6-3, 6-7で敗れた。全米オープンでは、準決勝でサンプラスに敗れて大会連覇を逃した。この年、フェデラーとダブルスを組んだ、スイス・オープン・グシュタードでダブルス初優勝を飾っている。
2002年全豪オープンでは4回戦でサンプラスを破り、準決勝でトミー・ハースをフルセットの末に下して、2度目の4大大会決勝に進出するが、トーマス・ヨハンソンに敗れて準優勝に終わる。全仏オープンではベスト4に入り、ファン・カルロス・フェレーロに敗れた。
2004年全豪オープンではノーシードからトッド・マーティン、ジェームズ・ブレークといった実力者を下し、準々決勝では当時世界ランク1位のアンディ・ロディックを2-6, 6-3, 7-5, 6-7, 6-4で、準決勝ではアンドレ・アガシを7-6, 7-6, 5-7, 1-6, 6-3で破り、2年ぶり2度目の全豪決勝に勝ち進んだ。決勝ではフェデラーの前に敗れるが、前年のブランクからの完全復活を強く印象づけた。またATPマスターズシリーズの1つであるパリ・マスターズでラデク・ステパネクを破り、大会最多タイとなる3度目の優勝を飾っている。
2005年全豪オープンでは、準決勝で4時間28分の激戦の後にフェデラーを5-7, 6-4, 5-7, 7-6, 9-7で破ると、決勝で地元オーストラリアのレイトン・ヒューイットを1-6, 6-3, 6-4, 6-4で破り全豪初優勝を果たした。
その後は怪我のためツアーを離脱することが多く、また満足いくプレーが出来ずにいたが、2008年ウィンブルドン選手権にて、28歳にして初のベスト4入りを果たす。サフィンは2回戦で、当年度の全豪オープン優勝者ノバク・ジョコビッチを破って波に乗り、それまで好成績の少なかったウィンブルドンで自己最高成績を出したが、準決勝では第1シードのフェデラーにストレートで敗れた。
2009年はほとんどの大会で早々の敗退が続き、母国ロシアのサンクトペテルブルク・オープンで準決勝に進んだのが最高だった。BNPパリバ・マスターズでの対フアン・マルティン・デル・ポトロ戦が現役最後の試合となり、61位でそのキャリアを終えた。
サフィンはデビスカップロシア代表選手としても、2002年・2006年と2度ロシア代表の優勝に貢献した。2002年の決勝でフランスを破った勝利は、ロシアのデビスカップ初優勝であった。
2000年（2位）、2002年（3位）、2004年（4位）と3度、年末トップ10に入り、テニス・マスターズ・カップにも出場した（うち準決勝進出2度）。2000年から2001年にかけて、合計9週間に渡って世界1位に君臨し、ツアー通算15勝には、4大大会2勝とマスターズシリーズ5勝が含まれている。
サフィンは2011年12月のロシア連邦議会下院選挙に統一ロシアから立候補して当選し、政治家になった。2016年にロシア人として初めての国際テニス殿堂入りを果たした。

## プレースタイル
最速220キロを越える高速サーブ、強力な両手バックハンドストロークを武器とするオールラウンドプレイヤー。特に好調時の角度をつけたバックハンドは手がつけられず、対戦相手にとって脅威であった。
2000年全米オープン決勝サンプラス戦、2005年全豪オープン準決勝フェデラー戦といった、時の最強プレイヤーを打ち倒した試合に代表される通り、ハードコートを最も得意とした。
ただし好不調/感情の波が激しいのが最大の弱点。2004～2005年前半、好調時はナダルが台頭するまで最強プレイヤーのフェデラーと互角に戦える唯一の存在であったが、自滅したりあっけなく負けることも多く、覇権を握ることはできなかった。

## ATPツアー決勝進出結果

### シングルス: 27回 (15勝12敗)
| 大会グレード                                  |
| グランドスラム (2–2)                          |
| テニス・マスターズ・カップ (0–0)              |
| ATPマスターズシリーズ (5–3)                   |
| ATPインターナショナルシリーズ・ゴールド (1–3) |
| ATPインターナショナルシリーズ (7–4)           |

| サーフェス別タイトル |
| ハード (10–5)        |
| クレー (2–4)         |
| 芝 (0–1)             |
| カーペット (3–1)     |

| 結果   | No. | 決勝日         | 大会                 | サーフェス        | 対戦相手                     | スコア                             |
| ------ | --- | -------------- | -------------------- | ----------------- | ---------------------------- | ---------------------------------- |
| 優勝   | 1.  | 1999年8月23日  | ボストン             | ハード            | グレグ・ルーゼドスキー       | 6-4, 7-6(13-11)                    |
| 準優勝 | 1.  | 1999年11月7日  | パリ                 | カーペット (室内) | アンドレ・アガシ             | 6-7(1-7), 2-6, 6-4, 4-6            |
| 優勝   | 2.  | 2000年4月24日  | バルセロナ           | クレー            | フアン・カルロス・フェレーロ | 6-3, 6-3, 6-4                      |
| 優勝   | 3.  | 2000年5月1日   | マヨルカ             | クレー            | ミカエル・ティルストロム     | 6-4, 6-3                           |
| 準優勝 | 2.  | 2000年5月21日  | ハンブルク           | クレー            | グスタボ・クエルテン         | 4-6, 7-5, 4-6, 7-5, 6-7(3-7)       |
| 優勝   | 4.  | 2000年7月31日  | トロント             | ハード            | ハレル・レビ                 | 6-2, 6-3                           |
| 準優勝 | 3.  | 2000年8月20日  | インディアナポリス   | ハード            | グスタボ・クエルテン         | 6-3, 6-7(2-7), 6-7(2-7)            |
| 優勝   | 5.  | 2000年8月28日  | 全米オープン         | ハード            | ピート・サンプラス           | 6-4, 6-3, 6-3                      |
| 優勝   | 6.  | 2000年9月11日  | タシュケント         | ハード            | ダビデ・サンギネッティ       | 6-3, 6-4                           |
| 優勝   | 7.  | 2000年11月6日  | サンクトペテルブルク | ハード (室内)     | ドミニク・フルバティ         | 2-6, 6-4, 6-4                      |
| 優勝   | 8.  | 2000年11月13日 | パリ                 | カーペット (室内) | マーク・フィリプーシス       | 3-6, 7-6(9-7), 6-4, 3-6, 7-6(10-8) |
| 準優勝 | 4.  | 2001年2月4日   | ドバイ               | ハード            | フアン・カルロス・フェレーロ | 2-6, 3-6                           |
| 優勝   | 9.  | 2001年9月10日  | タシュケント         | ハード            | エフゲニー・カフェルニコフ   | 6-2, 6-2                           |
| 優勝   | 10. | 2001年10月22日 | サンクトペテルブルク | ハード (室内)     | ライナー・シュットラー       | 3-6, 6-3, 6-3                      |
| 準優勝 | 5.  | 2002年1月27日  | 全豪オープン         | ハード            | トーマス・ヨハンソン         | 6-3, 4-6, 4-6, 6-7(4-7)            |
| 準優勝 | 6.  | 2002年5月19日  | ハンブルク           | クレー            | ロジャー・フェデラー         | 1-6, 3-6, 4-6                      |
| 優勝   | 11. | 2002年10月28日 | パリ                 | カーペット (室内) | レイトン・ヒューイット       | 7-6(7-4), 6-0, 6-4                 |
| 準優勝 | 7.  | 2003年4月27日  | バルセロナ           | クレー            | カルロス・モヤ               | 7-5, 2-6, 2-6, 0-3 途中棄権        |
| 準優勝 | 8.  | 2004年2月1日   | 全豪オープン         | ハード            | ロジャー・フェデラー         | 6-7(3-7), 4-6, 2-6                 |
| 準優勝 | 9.  | 2004年4月18日  | エストリル           | クレー            | フアン・イグナシオ・チェラ   | 7-6(7-2), 3-6, 3-6                 |
| 優勝   | 12. | 2004年9月13日  | 北京                 | ハード            | ミハイル・ユージニー         | 7-6(7-4), 7-5                      |
| 優勝   | 13. | 2004年10月18日 | マドリード           | ハード (室内)     | ダビド・ナルバンディアン     | 6-2, 6-4, 6-3                      |
| 優勝   | 14. | 2004年11月1日  | パリ                 | カーペット (室内) | ラデク・ステパネク           | 6-3, 7-6(7-5), 6-3                 |
| 優勝   | 15. | 2005年1月17日  | 全豪オープン         | ハード            | レイトン・ヒューイット       | 1-6, 6-3, 6-4, 6-4                 |
| 準優勝 | 10. | 2005年6月12日  | ハレ                 | 芝                | ロジャー・フェデラー         | 4-6, 7-6(8-6), 4-6                 |
| 準優勝 | 11. | 2006年10月9日  | モスクワ             | ハード (室内)     | ニコライ・ダビデンコ         | 4-6, 7-5, 4-6                      |
| 準優勝 | 12. | 2008年10月4日  | モスクワ             | ハード (室内)     | イーゴリ・クニツィン         | 6-7(6-8), 7-6(7-4), 3-6            |

### ダブルス: 6回 (2勝4敗)
| 結果   | No. | 決勝日         | 大会                 | サーフェス        | パートナー               | 対戦相手                                      | スコア             |
| ------ | --- | -------------- | -------------------- | ----------------- | ------------------------ | --------------------------------------------- | ------------------ |
| 準優勝 | 1.  | 1999年11月8日  | モスクワ             | カーペット (室内) | アンドレイ・メドベデフ   | ジャスティン・ギメルストブ ダニエル・バチェク | 2-6, 1-6           |
| 優勝   | 1.  | 2001年7月15日  | グシュタード         | クレー            | ロジャー・フェデラー     | マイケル・ヒル ジェフ・タランゴ               | 0-1 途中棄権       |
| 準優勝 | 2.  | 2001年10月22日 | サンクトペテルブルク | カーペット (室内) | イラクリ・ラバーゼ       | デニス・ゴロバノフ エフゲニー・カフェルニコフ | 5-7, 4-6           |
| 準優勝 | 3.  | 2002年10月21日 | サンクトペテルブルク | カーペット (室内) | イラクリ・ラバーゼ       | デビッド・アダムズ ジャレッド・パーマー       | 6-7(8-10), 3-6     |
| 準優勝 | 4.  | 2005年6月12日  | ハレ                 | 芝                | ヨアキム・ヨハンソン     | ロジャー・フェデラー イブ・アレグロ           | 5-7, 7-6(8-6), 3-6 |
| 優勝   | 2.  | 2007年10月15日 | モスクワ             | カーペット (室内) | ドミトリー・トゥルスノフ | トマーシュ・ツィブレツ ロブロ・ゾブコ         | 6-4, 6-2           |

## 4大大会優勝
- 全豪オープン：1勝（2005年）［準優勝2度：2002・04年］
- 全米オープン：1勝（2000年）

| 年     | 大会         | 対戦相手               | 試合結果           |
| ------ | ------------ | ---------------------- | ------------------ |
| 2000年 | 全米オープン | ピート・サンプラス     | 6-4, 6-3, 6-3      |
| 2005年 | 全豪オープン | レイトン・ヒューイット | 1-6, 6-3, 6-4, 6-4 |

## 4大大会シングルス成績
略語の説明
| W | F | SF | QF | #R | RR | Q# | LQ | A | Z# | PO | G | S | B | NMS | P | NH |

W=優勝, F=準優勝, SF=ベスト4, QF=ベスト8, #R=#回戦敗退, RR=ラウンドロビン敗退, Q#=予選#回戦敗退, LQ=予選敗退, A=大会不参加, Z#=デビスカップ/BJKカップ地域ゾーン, PO=デビスカップ/BJKカッププレーオフ, G=オリンピック金メダル, S=オリンピック銀メダル, B=オリンピック銅メダル, NMS=マスターズシリーズから降格, P=開催延期, NH=開催なし.
| 大会           | 1998 | 1999 | 2000 | 2001 | 2002 | 2003 | 2004 | 2005 | 2006 | 2007 | 2008 | 2009 | 通算成績 |
| -------------- | ---- | ---- | ---- | ---- | ---- | ---- | ---- | ---- | ---- | ---- | ---- | ---- | -------- |
| 全豪オープン   | A    | 3R   | 1R   | 4R   | F    | 3R   | F    | W    | A    | 3R   | 2R   | 3R   | 31–8     |
| 全仏オープン   | 4R   | 4R   | QF   | 3R   | SF   | A    | 4R   | 4R   | 1R   | 2R   | 2R   | 2R   | 26–11    |
| ウィンブルドン | 1R   | A    | 2R   | QF   | 2R   | A    | 1R   | 3R   | 2R   | 3R   | SF   | 1R   | 16–10    |
| 全米オープン   | 4R   | 2R   | W    | SF   | 2R   | A    | 1R   | A    | 4R   | 2R   | 2R   | 1R   | 22–9     |

※: 2003年全豪の不戦敗は通算成績に含まない

### 大会最高成績
| 大会                 | 成績 | 年               |
| -------------------- | ---- | ---------------- |
| ツアーファイナル     | SF   | 2000, 2004       |
| インディアンウェルズ | QF   | 2006             |
| マイアミ             | QF   | 2002             |
| モンテカルロ         | SF   | 2004             |
| マドリード           | W    | 2004             |
| ローマ               | 3R   | 2004             |
| カナダ               | W    | 2000             |
| シンシナティ         | QF   | 2004, 2005       |
| パリ                 | W    | 2000, 2002, 2004 |
| ハンブルグ           | F    | 2000, 2002       |
| デビスカップ         | W    | 2002, 2006       |